# ساندالی
ساندالی (به صربی: Sandalj) یک روستا در صربستان است که در والیفو واقع شده‌است.
 ساندالی  ۱۵۵ نفر جمعیت دارد.